# Kammhorn-Schnellkäfer
Die Kammhorn-Schnellkäfer (Ctenicera) sind eine Käfer-Gattung aus der Familie der Schnellkäfer. Von ihnen kommen in Europa neun Arten vor.

## Beschreibung
Die Käfer werden 12 bis 18 Millimeter lang. Als typische Eigenschaft aller Schnellkäfer besitzt auch bei den Kammhorn-Schnellkäfern die Unterseite der Vorderbrust (Prothorax) eine Verlängerung nach hinten, die einen Teil des Sprungapparates bildet; wie bei allen Arten der Unterfamilie Ctenicerinae ist dieser spitz und lang. Die Unterseite der Vorderbrust besitzt keine Rinnen zum Einlegen der Fühler. Die Hinterhüften (Coxae) überdecken teilweise die Schenkel (Femora) in Ruhelage. Diese so genannten Schenkeldecken sind bei Ctenicera nach außen nur wenig schmaler als nach innen. Die Stirnleisten über der Einlenkung der Fühler sind gut entwickelt, aber kurz. Die Mundteile sind nach vorn gerichtet. Der Bauplan der Fühler richtet sich bei den Arten der Gattung Ctenicera an den der anderen Schnellkäfer, bei denen sich Männchen und Weibchen in diesem Punkt stark unterscheiden. Die Fühler der Männchen sind ab dem 3. oder 4. Glied gekämmt (Name), das heißt die einzelnen Fühlerglieder sind in lange Lamellen ausgezogen. Bei den Weibchen sind die Fühler dagegen gesägt. Der Halsschild ist deutlich länger als breit, hat eine gut sichtbare Mittelrinne. Die hinteren Außenwinkel sind gekielt und schließen sich den Deckflügeln (Elytren) an. Die Behaarung des Halsschildes ist nach verschiedenen Richtungen laufend. Zumindest Kopf und Halsschild, meist jedoch auch die Flügeldecken, sind metallisch grün, blau oder kupfern gefärbt.

## Biologie
Die Larven leben im Boden oder in morschem Holz. Die Käfer erscheinen in der Ebene im späten Frühjahr, in höheren Lagen im Sommer. Man findet sie bei Sonne auf blühenden Gräsern oder niedrigem Gebüsch. Sie sind bei Sonnenschein sehr aktiv.

## Arten (Europa)
- Ctenicera bonomii Binaghi, 1940
- Ctenicera bosnica (Apfelbeck, 1894)
- Kupfriger Rindenschnellkäfer (Ctenicera cuprea) (Fabricius, 1775)
- Ctenicera doderoi Binaghi, 1940
- Ctenicera heyeri (Saxesen, 1838)
- Ctenicera kiesenwetteri (Brisout, 1866)
- Metallglänzender Rindenschnellkäfer (Ctenicera pectinicornis) (Linnaeus, 1758)
- Ctenicera schneebergi Roubal, 1932
- Ctenicera virens (Schrank, 1781)